# I tesori della fantasy
I tesori della fantasy è un'antologia di racconti e novelle di genere fantasy curata dal critico Sandro Pergameno e pubblicata in Italia da Fanucci Editore nel 2000, come uscita n. 2 della 2ª serie della collana Economica Tascabile Fanucci.
Il volume propone otto testi brevi di vario sottogenere (high fantasy, science fantasy, heroic fantasy, fantasy fiabesco) composti fra 1981 e 1995 da romanzieri anglofoni già affermati (con l'eccezione di Neil Gaiman, allora noto principalmente come fumettista) e rappresenta, di fatto, una prosecuzione ideale della precedente antologia Fantasy, curata da Pergameno per Editrice Nord nel 1985, la cui proposta si interrompeva all'anno 1983.

## Contenuti
Per tutti i racconti proposti, questa antologia rappresenta la prima edizione in lingua italiana; le traduzioni sono tutte di Luca Briasco fuorché quella de "Il castello dello sparviero", opera di Gloria Pastorino. Per i racconti afferenti a una saga più vasta, si indica in nota il ciclo di appartenenza.
- «Maghi e guerrieri: dove va la fantasy oggi?», introduzione di Sandro Pergameno.
- Crisalide (Daughter of Regals) di Stephen R. Donaldson; nella raccolta personale Daughter of Regals and Other Tales, Del Rey / Ballantine, 1983.
- "La magia di un'altra" ("Somebody Else's Magic") di Marion Zimmer Bradley; in The Magazine of Fantasy and Science Fiction ottobre 1984[1].
- "La gorgone" ("The Gorgon") di Tanith Lee; nell'antologia Shadows 5, a cura di Charles L. Grant, Doubleday, 1982.
- "Quando batte l'ora" ("When the Clock Strikes") di Tanith Lee; nell'antologia Weird Tales 1, a cura di Lin Carter, Zebra Books, 1980.
- "Il canto del lupo bianco" ("The White Wolf's Song") di Michael Moorcock; nell'antologia Michael Moorcock's Elric: Tales of the White Wolf, a cura di Richard Gilliam e Edward E. Kramer, White Wolf Publishing, 1994[2].
- "Il castello dello sparviero" ("The Castle of the Sparrowhawk") di Harry Turtledove; in Fantasy Book settembre 1985.
- "La ragazza che sentiva i draghi" ("The Girl Who Heard Dragons") di Anne McCaffrey; prima edizione come chapbook per Cheap Street, 1986[3].
- "Neve, specchio, mele" ("Snow, Glass, Apples") di Neil Gaiman; prima edizione come chapbook per DreamHaven Books, 1995.

## Edizioni
- Autori vari, I tesori della fantasy, a cura di Sandro Pergameno, Economica Tascabile 2ª serie n. 2, Fanucci Editore, 2000.